# Liviu Iuga
Liviu Iuga  a fost un antrenor român, președinte al comisiei de selecție al echipei naționale de fotbal a României în perioadele 1938–1939 și 1940, timp de patru meciuri.